# العلاقات السيراليونية الميانمارية
العلاقات السيراليونية الميانمارية هي العلاقات الثنائية التي تجمع بين سيراليون وميانمار.

## مقارنة بين البلدين
هذه مقارنة عامة ومرجعية للدولتين:
| وجه المقارنة                                              | سيراليون       | ميانمار          |
| --------------------------------------------------------- | -------------- | ---------------- |
| المساحة (كم2)                                             | 71.74 ألف      | 676.58 ألف       |
| عدد السكان (نسمة)                                         | 7.56 مليون     | 53.37 مليون      |
| الكثافة السكانية (ن./كم²)                                 | 105.38         | 78.88            |
| العاصمة                                                   | فريتاون        | نايبيداو، يانغون |
| اللغة الرسمية                                             | لغة إنجليزية   | اللغة البورمية   |
| العملة                                                    | ليون سيراليوني | كيات ميانماري    |
| الناتج المحلي الإجمالي (بليون دولار)                      | 3.77 مليار     | 69.32 مليار      |
| الناتج المحلي الإجمالي (تعادل القوة الشرائية) بليون دولار | 10.13 مليار    | 282.95 مليار     |
| الناتج المحلي الإجمالي الاسمي للفرد دولار أمريكي          | 653            | 1.16 ألف         |
| الناتج المحلي الإجمالي للفرد دولار أمريكي                 | 1.97 ألف       |                  |
| مؤشر التنمية البشرية                                      | 0.413          | 0.536            |
| رمز المكالمات الدولي                                      | +232           | +95              |
| رمز الإنترنت                                              | .sl            | .mm              |
| المنطقة الزمنية                                           | 00             | ت ع م+06:30      |

## منظمات دولية مشتركة
يشترك البلدان في عضوية مجموعة من المنظمات الدولية، منها:
| علم المنظمة | اسم المنظمة                        | تاريخ انضمام سيراليون | تاريخ انضمام ميانمار |
| ----------- | ---------------------------------- | --------------------- | -------------------- |
|             | مؤسسة التنمية الدولية              | 13 نوفمبر 1962        | 5 نوفمبر 1962        |
|             | يونسكو                             | 28 مارس 1962          | 27 يونيو 1949        |
|             | مؤسسة التمويل الدولية              | 10 سبتمبر 1962        | 3 ديسمبر 1956        |
|             | منظمة حظر الأسلحة الكيميائية       | ?                     | ?                    |
|             | الأمم المتحدة                      | 27 سبتمبر 1961        | 19 أبريل 1948        |
|             | الاتحاد الدولي للاتصالات           | 30 ديسمبر 1961        | 15 سبتمبر 1937       |
|             | منظمة الشرطة الجنائية الدولية      | ?                     | ?                    |
|             | البنك الدولي للإنشاء والتعمير      | 10 سبتمبر 1962        | 3 يناير 1952         |
|             | الاتحاد البريدي العالمي            | ?                     | ?                    |
|             | وكالة ضمان الاستثمار متعدد الأطراف | 20 يونيو 1996         | 16 ديسمبر 2013       |
|             | منظمة التجارة العالمية             | ?                     | ?                    |

## وصلات خارجية
- موقع وزارة الخارجية الميانمارية